# Relations entre l'Algérie et le Qatar
Les relations entre l'Algérie et le Qatar se réfèrent aux relations bilatérales entre la République algérienne démocratique et populaire et l'État du Qatar.

## Présentation
Tous deux sont membres de la Ligue arabe et ont traditionnellement des relations amicales, bien que l’Algérie ait quelques différends diplomatiques avec le Qatar sur la couverture de l’Algérie par Al Jazeera.

### Représentations officielles
L’Algérie a une ambassade à Doha tandis que le Qatar a une ambassade à Alger.

### Crise libyenne
Au milieu de la guerre civile libyenne, du voisin de l’Algérie et de l’implication du Qatar, l’Algérie a exprimé d’importantes préoccupations quant à l’insécurité en Libye et s’est partagée avec l’opposition à l’aventure du Qatar en Libye, mais pas directement. Il y a eu d’importants arguments politiques entre deux pays.
L’Algérie aurait tenté d’étendre ses propres influences algériennes contre les intérêts du Qatar, avec des preuves évidentes au Mali lorsque l’Algérie a pris une grande main lors du conflit dans le nord du Mali aux dépens du Qatar.

### Guerres civiles syriennes et yéménites
Catégorie:Guerre civile syrienne et Guerre civile yéménite
L’Algérie et le Qatar ont des points de vue différents, lorsque l’Algérie s’oppose à tout type d’armement pour les rebelles en Syrie tandis que le Qatar soutient fermement l’opposition en Syrie ; donc la même chose se passe au Yémen.[citation nécessaire]
En 2016, les ministres de la Défense du Qatar et de l’Arabie saoudite se sont rendus respectivement en Algérie pour discuter de l’engagement militaire de l’Algérie au sujet de l'offensive au Yémen, mais l’Algérie avait refusé de participer, bien qu’elles puissent fournir des renseignements aux militaires saoudiens et qataris au Yémen.
Dans les deux cas, l’Algérie a appelé à des médiations entre les parties concernées.

### Crise diplomatique au Qatar 2017
L’Algérie est restée neutre et a appelé à des médiations entre le Qatar et l’Arabie saoudite et prend une mesure fermement indépendante dans la situation. En donnant les problèmes historiques avec le Qatar et l’Arabie saoudite, l’Algérie ne favorise personne dans le conflit.
Le Qatar a apprécié la position de l’Algérie et l’a qualifiée d'"honorable".